# Joffre Escobar
Joffre Andrés Escobar Moyano (Urdaneta, 24 ottobre 1996) è un calciatore ecuadoriano, attaccante dell'Alianza Univ..

## Palmarès

### Club

#### Competizioni nazionali
- Campionato ecuadoriano: 1

Independiente del Valle: 2021